# La ciociara (Oper)
La ciociara ist eine italienische Oper in zwei Akten von Marco Tutino (Musik) mit einem Libretto von Marco Tutino und Fabio Ceresa nach einer Vorlage von Luca Rossi und dem Roman La ciociara von Alberto Moravia. Sie wurde am 13. Juni 2015 an der San Francisco Opera unter dem englischen Titel Two Women (‚Zwei Frauen‘) uraufgeführt.

## Handlung
Die Oper spielt während der letzten Monate des Zweiten Weltkriegs in Rom und Umgebung.

### Erster Akt
Erstes Bild. Cesiras Laden in Trastevere, Rom
Zur Zeit der Belagerung durch die Alliierten bedienen die Witwe Cesira und ihre sechzehnjährige Tochter Rosetta in ihrem kleinen Kaufladen einige Kundinnen, die sie von den gestiegenen Preisen überzeugen müssen. Der Schwarzmarkthändler Giovanni bringt neue Ware. Auch er verlangt mehr Geld, zeigt sich Cesira aber entgegenkommend und flirtet mit ihr. Sie bittet ihn, ihr bei der Flucht in ihre Heimat, der Ciociaria, zu helfen. Da ertönt ein Bombenalarm. Rosetta bringt sich in den Keller in Sicherheit. Cesira fordert Giovanni auf, ihr dorthin zu folgen, doch er hält sie zurück und fällt über sie her. Anschließend verzichtet er auf einen Teil seiner Bezahlung und verspricht, die beiden Frauen am nächsten Tag mit einem Wagen abzuholen und nach Fondi zu bringen. Den Rest der Reise müssen sie zu Fuß zurücklegen. Als Rosetta zurückkehrt, verschweigt Cesira ihr das Geschehene und schwärmt ihr stattdessen vom schönen Leben auf dem Land vor. Ihre Tränen erklärt sie damit, dass sie Rom verlassen müssten.
Zweites Bild. Sant’Eufemia
Die beiden Frauen treffen in Cesiras Heimatdorf Sant’Eufemia im Bergland ein. Da der Dorfplatz verlassen zu sein scheint, nutzen sie die Gelegenheit, sich im Brunnen zu waschen. Der Intellektuelle Michele, ein Antifaschist und Pazifist, der ebenfalls in das Bergdorf geflohen ist, stellt sich ihnen vor. Als er erfährt, dass die beiden noch keine Unterkunft haben, ruft er die Dorfbewohner herbei. Zuerst verweigern sie ihnen jegliche Hilfe. Da Cesira aber durchblicken lässt, dass sie wohlhabend ist, stellt ihnen die junge Mutter Lena ein Zimmer zur Verfügung. Die Dorfbewohner klagen über das harte Leben im Krieg. Amerikanische Bomber tauchen in der Gegend auf, und alle fürchten um ihren Besitz und ihr Leben. Michele weist sie darauf hin, dass dies der Preis für ihre Freiheit sei. Rosetta singt ein Friedensgebet, in das die anderen einstimmen.
Drittes Bild. Der Berg
Allmählich gehen den Dorfbewohnern die Vorräte aus. Michele und Cesira sind Freunde geworden. Ein verwundeter amerikanischer Soldat, Lieutenant John Buckley, sucht auf seiner Flucht vor den Deutschen Hilfe im Dorf. Die meisten Bewohner befürchten Strafmaßnahmen, falls sie einem Feind helfen. Sie ziehen sich zurück. Nur Michele, Cesira und Rosetta lassen sich nicht abschrecken. Sie versorgen Johns Wunden und geben ihm zu trinken. John hält die drei für eine Familie. Auch er hat in der Heimat eine sechzehnjährige Tochter. Für den Fall, dass ihm etwas zustoßen sollte, gibt er ihnen seine Uhr und einen Brief als Nachweis, dass sie seine Freunde sind. Nachdem er weitergezogen ist, müssen Cesira und Michele an seine Worte denken. Sie stellen fest, dass ihre Verbindung über Freundschaft hinausgeht, und küssen sich. Giovanni, der jetzt für die Faschisten arbeitet, ist den beiden Frauen nach Sant’Eufemia gefolgt und beobachtet den Kuss. Er bedroht Michele und fordert Cesira auf, mit ihm nach Rom zurückzukehren. Es kommt zu einem Handgemenge, bei dem Cesira Giovanni seine Waffe entreißen kann. Eine Gruppe deutscher Soldaten trifft ein. Cesira und Michele können fliehen. Michele muss aber seinen Rucksack mit Johns Brief und der Uhr zurücklassen. Giovanni nimmt ihn an sich. Er kann seinen Rivalen damit des Verrats bezichtigen.

### Zweiter Akt
Erstes Bild. Das Haus eines Anwalts in Fondi
Michele, Cesira und Rosetta suchen Zuflucht im Haus des Anwalts Pasquale Sciortino, eines Freundes von Micheles Vater. Pasquale und seine Mutter Maria nehmen die drei freundlich auf. Allerdings ist in ihrer Wohnung auch der deutsche Major Fedor von Bock einquartiert, der von Giovanni bereits über Michele informiert wurde und diesem Johns Brief als Beweisstück vorlegt. Kurz darauf erscheint auch Giovanni selbst mit zwei deutschen Soldaten und bestätigt, dass er den Brief bei Michele gefunden habe. Michele wird abgeführt. Giovanni setzt sich zu Cesira an den Tisch und fordert sie erneut auf, mit ihm nach Rom zu ziehen. Cesira lehnt entschieden ab und verlässt empört mit ihrer Tochter das Haus. Maria, die von der Situation nichts mitbekommen hat, serviert ungerührt das Essen.
Zweites Bild. Eine Kirche in Sant’Eufemia
Cesira und Rosetta sind nach Sant’Eufemia zurückgekehrt, um Michele zu finden. Das Dorf ist nahezu verlassen. Nur Lena befindet sich zerlumpt und dem Wahnsinn nahe noch dort und bemuttert anstelle ihres kleinen Kindes einen Haufen Lumpen. Nachdem sie fort ist, kommt eine Gruppe marodierender französisch-marokkanischer Soldaten aus der Kirche und vergewaltigt die beiden Frauen. Zur gleichen Zeit bringen Giovanni, der Major und die deutschen Soldaten Michele ins Dorf. Giovanni besteht darauf, seinen Rivalen als Verräter zu verurteilen, und erschießt ihn eigenhändig. Die misshandelten Frauen bekommen davon nichts mit. Cesira versucht vergeblich, ihre Tochter mit einem Wiegenlied zu beruhigen.
Drittes Bild. Sant’Eufemia
Nach Kriegsende feiern die Dorfbewohner ihre wiedergewonnene Freiheit. Ein Sänger trägt das neapolitanische Lied La strada nel bosco vor. Das Verhältnis zwischen Cesira und Rosetta ist angespannt, und letztere flirtet ungeniert mit dem Sänger und anderen Männern. Eine Gruppe US-Soldaten wird freudig begrüßt. Unter ihnen befindet sich auch Giovanni, der rechtzeitig die Seiten gewechselt hat. Da Cesira ihn erneut zurückweist, bemüht er sich um Rosetta, die seine Geschenke gerne annimmt. Cesira interveniert und streitet heftig mit ihrer Tochter, die nur noch ihrem eigenen Willen folgen will und mit dem Sänger fortgeht. Zutiefst empört hält Cesira eine Rede, in der sie auf ihre schlimmen Erlebnisse hinweist, den Dorfbewohnern Feigheit vorwirft und sie mit Michele vergleicht, der sein eigenes Leben in Gefahr brachte, um anderen zu helfen. Giovanni ruft ihr höhnisch zu, dass Michele längst hingerichtet wurde. Nachdem Cesira diesen Schock verarbeitet hat, bezichtigt sie Giovanni öffentlich der Kollaboration mit den Faschisten. Der rechtfertigt sich ausgerechnet mit Johns Brief, um zu beweisen, dass er einen amerikanischen Soldaten gerettet habe. In diesem Moment erscheint John persönlich und erklärt, dass nicht Giovanni, sondern Michele, Cesira und Rosetta ihn gerettet haben. Dass Giovanni den Brief und seine Uhr besitze, beweise hingegen, dass er selbst Michele ermordet habe. Die Stimmung der wütenden Menge richtet sich nun gegen Giovanni, und er wird zusammengeschlagen. Cesira weist jedoch darauf hin, dass Michele dadurch nicht wieder lebendig werde und es Zeit sei, den Schrecken zu beenden. Die Dorfbewohner ziehen sich zurück, und auch John und die Amerikaner reisen ab. Rosetta kehrt zurück und erfährt erst jetzt durch ihre Mutter von Micheles Tod. Sie bricht verzweifelt zusammen. Einige Kinder erscheinen auf dem Platz, um Krieg zu spielen. Cesira und Rosetta versöhnen sich und fallen sich in die Arme.

## Werkgeschichte
La ciociara entstand im Auftrag der San Francisco Opera und des Teatro Regio di Torino. David Gockley, der Generaldirektor der San Francisco Opera, wünschte sich eine große italienische Oper in der Tradition des Verismo von Giacomo Puccini. Das Libretto verfasste der Komponist Marco Tutino zusammen mit dem Regisseur Fabio Ceresa nach einem Szenarium von Luca Rossi. Es basiert auf dem 1957 veröffentlichten Roman La ciociara des italienischen Schriftstellers Alberto Moravia, der 1960 mit Sophia Loren in der Hauptrolle verfilmt wurde (deutscher Titel: Und dennoch leben sie). Von der Idee bis zur fertigen Partitur benötigten die Autoren insgesamt zwei Jahre. Die Komposition stellte Tutino in relativ kurzer Zeit fertig.
Der Titel bezieht sich auf die Herkunft der Hauptfigur Cesira aus der Ciociaria, einer gebirgigen Landschaft südöstlich von Rom. Gegen Ende des Zweiten Weltkriegs hatte die französische Armee dort marokkanische Söldner eingesetzt, die Erfahrung im Gebirgskampf hatten. Nach ihrem Sieg gab ihnen der französische Befehlshaber fünfzig Stunden vollkommene Freiheit. Sie nutzten diese Gelegenheit für brutale Massenvergewaltigungen an mindestens 7000 Frauen und Mädchen. Ihre Mütter, die sie zu schützen versuchten, wurden anschließend als „Ciociare“ bezeichnet. Der historische Kontext und der Ablauf des Kriegs wurden vor jedem Akt anhand von Video-Projektionen mit erläuternden Texten dargestellt.
Die Oper wurde am 13. Juni 2015 im War Memorial Opera House der San Francisco Opera unter dem englischen Titel Two Women (‚Zwei Frauen‘) in einer Inszenierung von Francesca Zambello uraufgeführt. Die Bühne stammte von Peter J. Davison, die Kostüme von Jess Goldstein, das Lichtdesign von Mark McCullough, die Videoprojektionen von S. Katy Tucker und die Choreografie von Val Caniparoli. Die musikalische Leitung hatte Nicola Luisotti. Es sangen Zanda Švēde (Frau vom Land und Lena), Sally Mouzon (alte Frau), Anna Caterina Antonacci (Cesira), Mark Delavan (Giovanni), Sarah Shafer (Rosetta), Dimitri Pittas (Michele), Christopher Jackson (Stimme in der Ferne), Edward Nelson (John Buckley), Christian Van Horn (Fedor von Bock), Joel Sorensen (Pasquale Sciortino), Buffy Baggott (Maria), Chester Pidduck, Torlef Borsting und William O’Neill (marokkanische Soldaten) und Pasquale Esposito (italienischer Sänger). Es gab fünf Aufführungen bis zum 30. Juni 2015.
Die Produktion wurde vom Publikum mit Begeisterung aufgenommen. Buh-Rufe gab es nur für die bösen Charaktere. Sie galten offensichtlich nicht ihren Darstellern. Auch der Kritiker von Opera Warhorses empfahl die Produktion ohne Einschränkung. Die meisten Rezensenten sahen das Werk hingegen differenzierter. David Shengold von der Opernwelt fand den Spannungsbogen „trotz der hochkarätigen Vorlagen flach“. Die Musik sei „handwerklich auf hohem Niveau“, würde aber besser für das Kino als für die Opernbühne passen. Man könne die Oper „kaum avanciert oder originell nennen“. Problematisch fand er auch die Vergewaltigungsszene durch die marokkanischen Soldaten, die der Fremdenfeindlichkeit „fahrlässig Vorschub“ leiste. Die Ausführenden lobte er. Alle Beteiligten hätten „vollen Einsatz“ gezeigt. Michael Milenski von Opera Today meinte, Tutino habe zwar kaum neue Klangfarben entwickelt, durch deren strategische Platzierung aber neue Gefühle hervorrufen können. Der Rezensent von SFGate fand, alles an der Oper – Harmonien, Orchesterpalette, melodische Formeln, Charakterisierungen und sogar die Stellung bestimmter Arien innerhalb der Gesamtstruktur – sei direkt von Puccini übernommen, doch man habe das Gefühl, Puccini hätte es besser gemacht. Lisa Hirsch von San Francisco Classical Voice nannte La ciociara einen „schwachen Abklatsch von Tosca und La Bohème mit zusätzlicher Vergewaltigung in Kriegszeiten“ („a weak mashup of Tosca and La Bohème, with wartime rape thrown in on top of it all“). Sie vermisste eine tiefergehende Charakterzeichnung in Arien und abwechslungsreichere Tempi. Die Orchestrierung sei zwar farbig und die Melodien hübsch, aber nicht besonders einprägsam. Am besten gefiel ihr Cesiras Wiegenlied. Giorgia Rowe von Opera News vermisste „überraschenderweise dramatische Tiefe“. Das unfokussierte Libretto habe die Charaktere von der Erzählung getrennt.
Die europäische Erstaufführung gab es am 24. November 2017 im Teatro Lirico di Cagliari, an die das Teatro Regio di Torino die Produktion abgetreten hatte. Gespielt wurde eine geringfügig überarbeitete Fassung. Änderungen betrafen besonders den ersten Akt. Tutino wies darauf hin, dass die Szene zwischen Giovanni und Cesira vom amerikanischen Publikum als Vergewaltigung verstanden worden sei. Dies sei jedoch nicht seine Intention gewesen. Cesira habe zwar „nein“ gesagt, sei aber eigentlich einverstanden gewesen. Giovanni sei nicht von Anfang an böse, sondern entwickle sich erst im Verlauf der Oper in diese Richtung.
Auch in Cagliari wurde die Oper vom Publikum mit langem Applaus aufgenommen. Jetzt äußerten sich auch die Kritiker positiv über das Werk. Giuseppe Pennisi von Rivista Musica beispielsweise widersprach ausdrücklich den amerikanischen Rezensenten und nannte La ciociara „das absolute italienische Meisterwerk der Oper dieses ersten Teils des 21. Jahrhunderts“ („il capolavoro italiano assoluto di musica lirica di questa prima parte del XXI secolo“). Inszenierung und Dramaturgie stünden auf dem höchsten Niveau. Auch Eva Pleus von Der Opernfreund zeigte sich begeistert: „Ein Abend, den man trotz der dramatischen, auch grausamen Handlung in vollen Zügen genießen konnte – Oper eben!“ Francesco Lora von L’Ape musicale fasste seine Eindrücke in dem Wort „Trionfo“ (‚Triumph‘) zusammen.
Die Wexford Festival Opera zeigte La ciociara 2023 in einer Inszenierung von Rosetta Cucchi mit Na’ama Goldman als Cesira. Ein Video-Mitschnitt wurde von Arte Concert im Internet bereitgestellt.

## Gestaltung

### Musik
Die Musik ist der tonalen Harmonik verpflichtet. Sie steht in der Tradition des Verismo, ist farbig instrumentiert und erinnert an die Musik Giacomo Puccinis. Die Regisseurin der Uraufführungsproduktion, Francesca Zambello, bezeichnete den Stil als „neoverismo“. Tutino selbst zog den Ausdruck „Post-Puccini“ vor. Es gebe zwar Elemente, die an Puccini gemahnen, doch die melodische, harmonische und rhythmische Sprache sei völlig anders. Der Rezensent der Opernwelt meinte, Tutino habe sich „auch bei Strauss, Berg, Prokofjew und Schostakowitsch bedient“. Die Musik erinnere aber vor allem „an Renzo Rossellinis spätveristische, modern angehauchte Tonsprache“.

### Orchester
Die Orchesterbesetzung der Oper umfasst die folgenden Instrumente::80
- Holzbläser: zwei Flöten, Piccoloflöte, zwei Oboen, Englischhorn, zwei Klarinetten, Bassklarinette, zwei Fagotte, Kontrafagott
- Blechbläser: vier Hörner, drei Trompeten, drei Posaunen, Basstuba
- Pauken, Schlagzeug (vier Spieler)
- Harfe
- Celesta
- Streicher: zwanzig Violinen 1 und 2, acht Bratschen, sechs Violoncelli, vier Kontrabässe

## Aufnahmen
- 2017 – Giuseppe Finzi (Dirigent), Francesca Zambello (Regie), Peter J. Davison (Bühne), Jess Goldstein (Kostüme), Mark McCullough (Licht), S. Katy Tucker (Videos), Luigia Frattaroli (Choreografie), Arnalda Canali (TV-Regie), Orchester und Chor des Teatro Lirico di Cagliari.
 Anna Caterina Antonacci (Cesira), Sebastian Catana (Giovanni), Lavinia Bini (Rosetta), Aquiles Machado (Michele), Martina Serra (Lena und Frau hinter der Szene), Enrico Zara (junger Mann aus dem Volk und Stimme in der Ferne), Nicola Ebau (John Buckley), Roberto Scandiuzzi (Fedor von Bock), Gregory Bonfatti (Pasquale Sciortino), Lara Rotili (Maria und Frau vom Land), Francesco Leone, Nicola Ebau und Michelangelo Romero (marokkanische Soldaten).
 Video; Live aus dem Teatro Lirico di Cagliari; Inszenierung der Uraufführungsproduktion.
 Fernseh-Übertragung auf Rai 5.[19]
- 28. Oktober 2023 – Francesco Cilluffo (Dirigent), Rosette Cucchi (Inszenierung).
 Na’ama Goldman (Cesira), Devid Cecconi (Giovanni), Jade Phénix (Rosetta), Leonardo Caimi (Michele), Alexandre Kiechle (Fedor von Bock).
 Video; live von der Wexford Festival Opera.
 Videostream auf Arte Concert.[17]